# Authon (Loir-et-Cher)
Pour les articles homonymes, voir Authon.
Authon est une commune française située dans le département de Loir-et-Cher, en région Centre-Val de Loire.
Localisée dans le nord-ouest du département, la commune fait partie de la petite région agricole « la Gâtine tourangelle », constituée de plateaux séparés par des vallées souvent étroites.
L'occupation des sols est marquée par l'importance des espaces agricoles et naturels qui occupent la quasi-totalité du territoire communal. Un espace naturel d'intérêt est présent sur la commune : une zone naturelle d'intérêt écologique, faunistique et floristique (ZNIEFF). En 2010, l'orientation technico-économique de l'agriculture sur la commune est la culture des céréales et des oléoprotéagineux. À l'instar du département qui a vu disparaître le quart de ses exploitations en dix ans, le nombre d'exploitations agricoles a fortement diminué, passant de 49 en 1988, à 24 en 2000, puis à 19 en 2010.
Le patrimoine architectural de la commune comprend deux bâtiments portés à l'inventaire des monuments historiques : l'abbaye et château de l'Étoile, inscrite en 1953 puis en 2006, et le château du Fresne, classé en 1961 et inscrit en 2007.

## Géographie

### Localisation et communes limitrophes
La commune d'Authon se trouve dans le nord-ouest du département de Loir-et-Cher, dans la petite région agricole de la Gâtine tourangelle,. À vol d'oiseau, elle se situe à 32,9 km  de Blois, préfecture du département, à 20,8 km de Vendôme, sous-préfecture, et à 12,2 km de Montoire-sur-le-Loir, chef-lieu du canton de Montoire-sur-le-Loir dont dépend la commune depuis 2015. La commune fait en outre partie du bassin de vie de Château-Renault.
Les communes les plus proches sont, :
Neuville-sur-Brenne (3 km), Villechauve (3,6 km), Monthodon (4,4 km), Le Boulay (5,1 km), Prunay-Cassereau (5,9 km), Château-Renault (6,1 km), Saunay (7,4 km), Villeporcher (7,4 km) et Saint-Arnoult (7,4 km).
Au cœur de la Gâtine tourangelle, niché à équidistance entre Montoire-sur-le-Loir (Loir-et-Cher) et Château-Renault (Indre-et-Loire), sur la RD 9, la commune d'Authon appartenait au canton de Saint-Amand-Longpré jusqu'au redécoupage instauré par le décret du 21 février 2014 et dorénavant à celui de Montoire-sur-le-Loir (mise en application pour les élections départementales de mars 2015), et à l'arrondissement de Vendôme.
Une particularité du territoire d'Authon est qu'il s'étend pratiquement jusqu'à la limite, voire franchement à l'intérieur des bourgs, des communes avoisinantes, aussi bien vers celles de Loir-et-Cher que celles d'Indre-et-Loire. La limite d'Authon se trouve, à vol d'oiseau, à 250 m de la mairie de Villechauve, à 500 m de celle de Monthodon, à 80 m de celle du Boulay et à 100 m de celle de Neuville-sur-Brenne, la seule exception étant Prunay-Cassereau dont le bourg se trouve à 4 km environ de la limite, sur la RD 9.
|                          | Prunay-Cassereau | Saint-Amand-Longpré                |
| Monthodon Indre-et-Loire | Authon           | Villechauve                        |
| Le Boulay Indre-et-Loire |                  | Neuville-sur-Brenne Indre-et-Loire |

### Hydrographie
Plusieurs cours d'eau arrosent le territoire d'Authon : la Brenne qui forme la limite d'avec les communes de Villechauve et de Neuville au sud-est, la Glaise (autrefois dénommée Barbe-Linge) qui sépare la commune de celle du Boulay au sud, le Rondy qui traverse la commune depuis la limite de Monthodon, à l'ouest et se jette dans la Brenne à Neuville ; enfin le village lui-même est baigné par un ruisseau facétieusement nommé « Danube » (son nom d'origine – oublié depuis longtemps – était le ruisseau de l'Étang, car il prend sa source à l'étang du Fresne) qui va se jeter dans la Brenne près de Villechauve, sous le château de Blanchamp. Du reste, la route de Villechauve a pris, il y a une ou deux décennies, dans le bourg d'Authon, le nom de « rue du Danube ».

### Climat
Pour des articles plus généraux, voir Climat du Centre-Val de Loire et Climat de Loir-et-Cher.
En 2010, le climat de la commune est de type climat océanique dégradé des plaines du Centre et du Nord, selon une étude du CNRS s'appuyant sur une série de données couvrant la période 1971-2000. En 2020, Météo-France publie une typologie des climats de la France métropolitaine dans laquelle la commune est exposée à un climat océanique altéré et est dans la région climatique Moyenne vallée de la Loire, caractérisée par une bonne insolation (1 850 h/an) et un été peu pluvieux.
Pour la période 1971-2000, la température annuelle moyenne est de 11,2 °C, avec une amplitude thermique annuelle de 15,3 °C. Le cumul annuel moyen de précipitations est de 698 mm, avec 11 jours de précipitations en janvier et 6,7 jours en juillet. Pour la période 1991-2020, la température moyenne annuelle observée sur la station météorologique de Météo-France la plus proche, sur la commune de Saunay à 7 km à vol d'oiseau, est de 12,0 °C et le cumul annuel moyen de précipitations est de 657,3 mm,. Pour l'avenir, les paramètres climatiques de la commune estimés pour 2050 selon différents scénarios d'émission de gaz à effet de serre sont consultables sur un site dédié publié par Météo-France en novembre 2022.

### Milieux naturels et biodiversité
L'inventaire des zones naturelles d'intérêt écologique, faunistique et floristique (ZNIEFF) a pour objectif de réaliser une couverture des zones les plus intéressantes sur le plan écologique, essentiellement dans la perspective d'améliorer la connaissance du patrimoine naturel national et de fournir aux différents décideurs un outil d'aide à la prise en compte de l'environnement dans l'aménagement du territoire. Le territoire communal d'Authon comprend une ZNIEFF :
les « Prairies de la Martinerie » (5,49 ha).

## Urbanisme

### Typologie
Au 1er janvier 2024, Authon est catégorisée commune rurale à habitat dispersé, selon la nouvelle grille communale de densité à sept niveaux définie par l'Insee en 2022.
Elle est située hors unité urbaine et hors attraction des villes,.

### Occupation des sols
L'occupation des sols est marquée par l'importance des espaces agricoles et naturels (96,8 %). La répartition détaillée ressortant de la base de données européenne d'occupation biophysique des sols Corine Land Cover millésimée 2012 est la suivante :
- terres arables (11,6 %),
- cultures permanentes (0,6 %),
- zones agricoles hétérogènes (15,4 %),
- prairies (3,5 %),
- forêts (65,2 %),
- milieux à végétation arbustive ou herbacée (0,7 %),
- zones urbanisées (1 %),
- espaces verts artificialisés non agricoles (0,5 %),
- zones industrielles et commerciales et réseaux de communication (1,7 %),
- eaux continentales (0,5 %).

### Planification
La loi SRU du 13 décembre 2000 a incité fortement les communes à se regrouper au sein d'un établissement public, pour déterminer les partis d'aménagement de l'espace au sein d'un Schéma de cohérence territoriale, un document essentiel d'orientation stratégique des politiques publiques à une grande échelle. La commune est dans le territoire du SCOT des Territoires du Grand Vendômois, approuvé en 2006 et dont la révision a été prescrite en 2017, pour tenir compte de l'élargissement de périmètre,.
En matière de planification, la commune disposait en 2017 d'un plan d'occupation des sols approuvé, un plan local d'urbanisme était en révision.

### Habitat et logement
Le tableau ci-dessous présente la typologie des logements à Authon en 2016 en comparaison avec celle du Loir-et-Cher et de la France entière. Une caractéristique marquante du parc de logements est ainsi une proportion de résidences secondaires et logements occasionnels (9,8 %) inférieure à celle du département (18 %) mais supérieure à celle de la France entière (9,6 %). Concernant le statut d'occupation de ces logements, 73,9 % des habitants de la commune sont propriétaires de leur logement (70,7 % en 2011), contre 68,1 % pour le Loir-et-Cher et 57,6 pour la France entière.
|                                                         | Authon | Loir-et-Cher | France entière |
| ------------------------------------------------------- | ------ | ------------ | -------------- |
| Résidences principales (en %)                           | 77,4   | 74,5         | 82,3           |
| Résidences secondaires et logements occasionnels (en %) | 9,8    | 18           | 9,6            |
| Logements vacants (en %)                                | 12,8   | 7,5          | 8,1            |

### Risques majeurs
Le territoire communal d'Authon est vulnérable à différents aléas naturels, climatiques (hiver exceptionnel ou canicule), feux de forêts, mouvements de terrains ou sismique (sismicité très faible).
Il est également exposé à un risque technologique : le transport de matières dangereuses,.

#### Risques naturels
Les mouvements de terrains susceptibles de se produire sur la commune sont soit des mouvements liés au retrait-gonflement des argiles, soit des chutes de blocs, soit des effondrements liés à des cavités souterraines. Le phénomène de retrait-gonflement des argiles est la conséquence d'un changement d'humidité des sols argileux. Les argiles sont capables de fixer l'eau disponible mais aussi de la perdre en se rétractant en cas de sécheresse. Ce phénomène peut provoquer des dégâts très importants sur les constructions (fissures, déformations des ouvertures) pouvant rendre inhabitables certains locaux. La carte de zonage de cet aléa peut être consultée sur le site de l'observatoire national des risques naturels Georisques. Une autre carte permet de prendre connaissance des cavités souterraines localisées sur la commune.

#### Risques technologiques
Le risque de transport de marchandises dangereuses sur la commune est lié à sa traversée par une canalisation de transport de gaz. Un accident se produisant sur une telle infrastructure est en effet susceptible d'avoir des effets graves au bâti ou aux personnes jusqu'à 350 m, selon la nature du matériau transporté. Des dispositions d'urbanisme peuvent être préconisées en conséquence.

## Toponymie
d'*Augustodunum, du nom d'un empereur Augustus associé au gaulois -dunon, « forteresse ».

## Histoire
À l'époque celtique, la région d'Authon se trouvait juste à la limite des territoires de trois peuples : les Turons au sud, qui occupaient ce qui deviendrait plus tard la Touraine, les Carnutes au nord-est, qui occupaient le Vendômois, l'Orléanais, le Blésois, le Dunois, le pays chartrain, et les Cénomans au nord-ouest, qui vivaient dans le Perche et le Maine.
Il semble qu'Authon faisait partie du territoire turon, encore que certaines cartes anciennes indiquent une avancée du territoire carnute vers le nord, le long de la vallée de la Brenne.
Quoi qu'il en soit, il est certain que l'emplacement d'Authon était occupé dès l'époque néolithique, comme en témoignent un polissoir trouvé à quelques centaines de mètres du ruisseau qui traverse le village (sur une propriété privée), et un menhir.

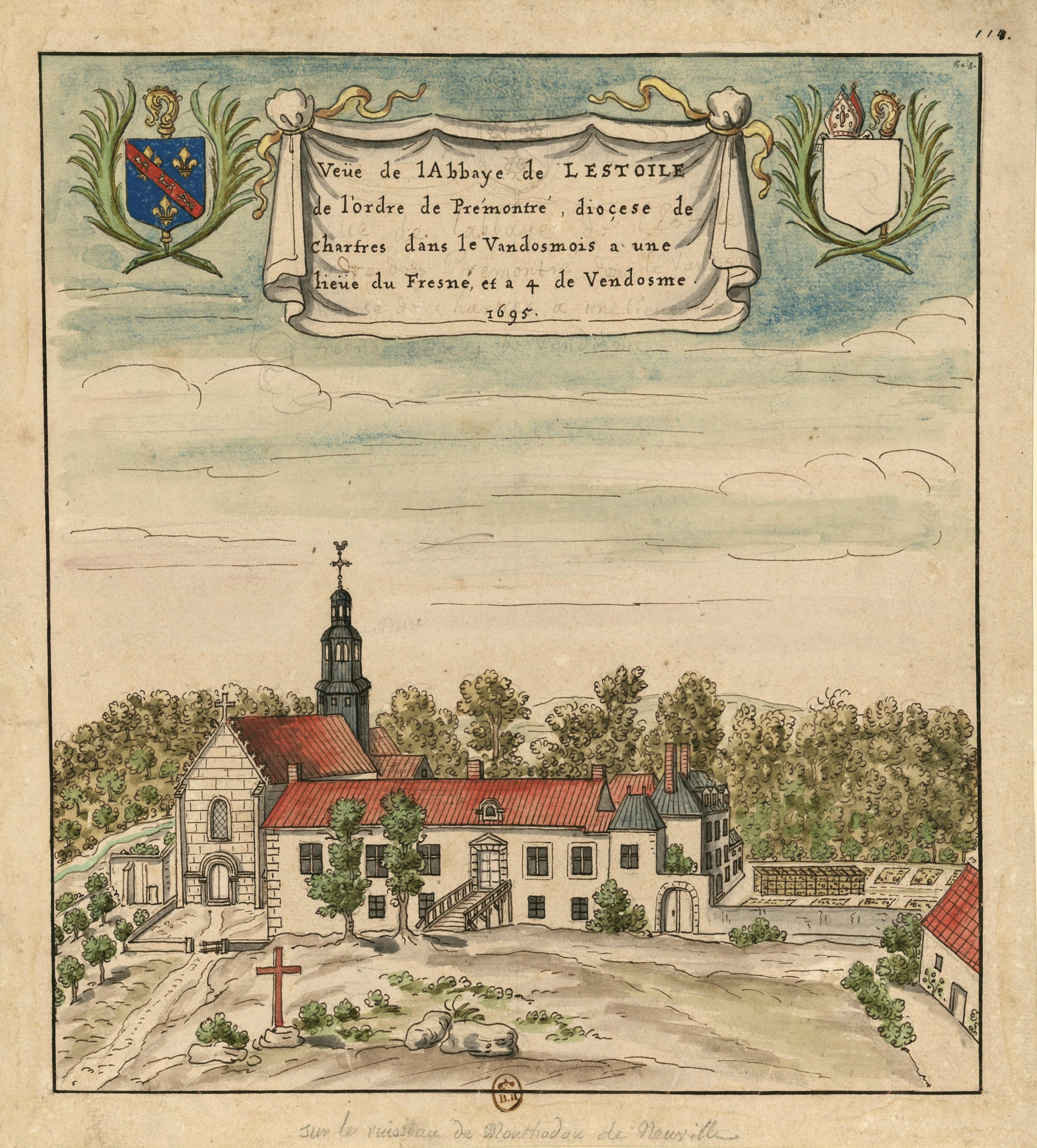
Abbaye de l'Étoile (1695).

Au Moyen Âge, dès le XIIe siècle, Authon vit s'installer, à la suite de la première église, construite au XIe siècle au village, une abbaye de l'ordre des Prémontrés à l'Étoile, dans la vallée du Rondy.
Cette abbaye Saint-Sauveur, malgré de nombreuses péripéties violentes (pillage par les soudards anglais pendant la Guerre de Cent Ans, par des Routiers en 1519, par les Huguenots en 1570...) se maintiendra jusqu'à la Révolution. Elle fut donc en activité de 1114 à 1790 pratiquement sans interruption.
Le château du Fresne sous sa forme actuelle fut construit en 1765, par M. de Marisy, à l'emplacement d'un manoir érigé aux XIVe et XVe siècles, et qui avait appartenu à M. de Caumartin. Ce manoir succédait à une construction plus ancienne, « du XIe siècle, qu'entouraient deux enceintes successives de larges et profonds fossés » ; on trouve un seigneur du Fresne au XIIIe siècle, Jean, fils de Pierre Ier Seigneur de Montoire et de Jeanne de Mayenne. C'était un proche de Charles d'Anjou (1227-1285), fils de Louis VIII et frère de Louis IX (saint Louis), qui fut couronné roi de Sicile en 1266. Il accompagna aussi Louis IX lors des croisades, en Afrique.
Ce château fut la propriété du général Pierre Cuillier-Perron.
Le cimetière se trouvait autrefois autour de l'église, mais après la destruction de celle-ci par un incendie, il fut transféré à quelques centaines de mètres, sur la route de Clairmarchais.
L'église actuelle, reconstruite à partir de 1860 et achevée en 1885, est sous le patronage de saint Hilaire.
En 1848 est fondée l'école Saint-Joseph, route de Montoire, école privée qui sera dirigée par des religieuses jusqu'en 1983, à quelques éclipses près.

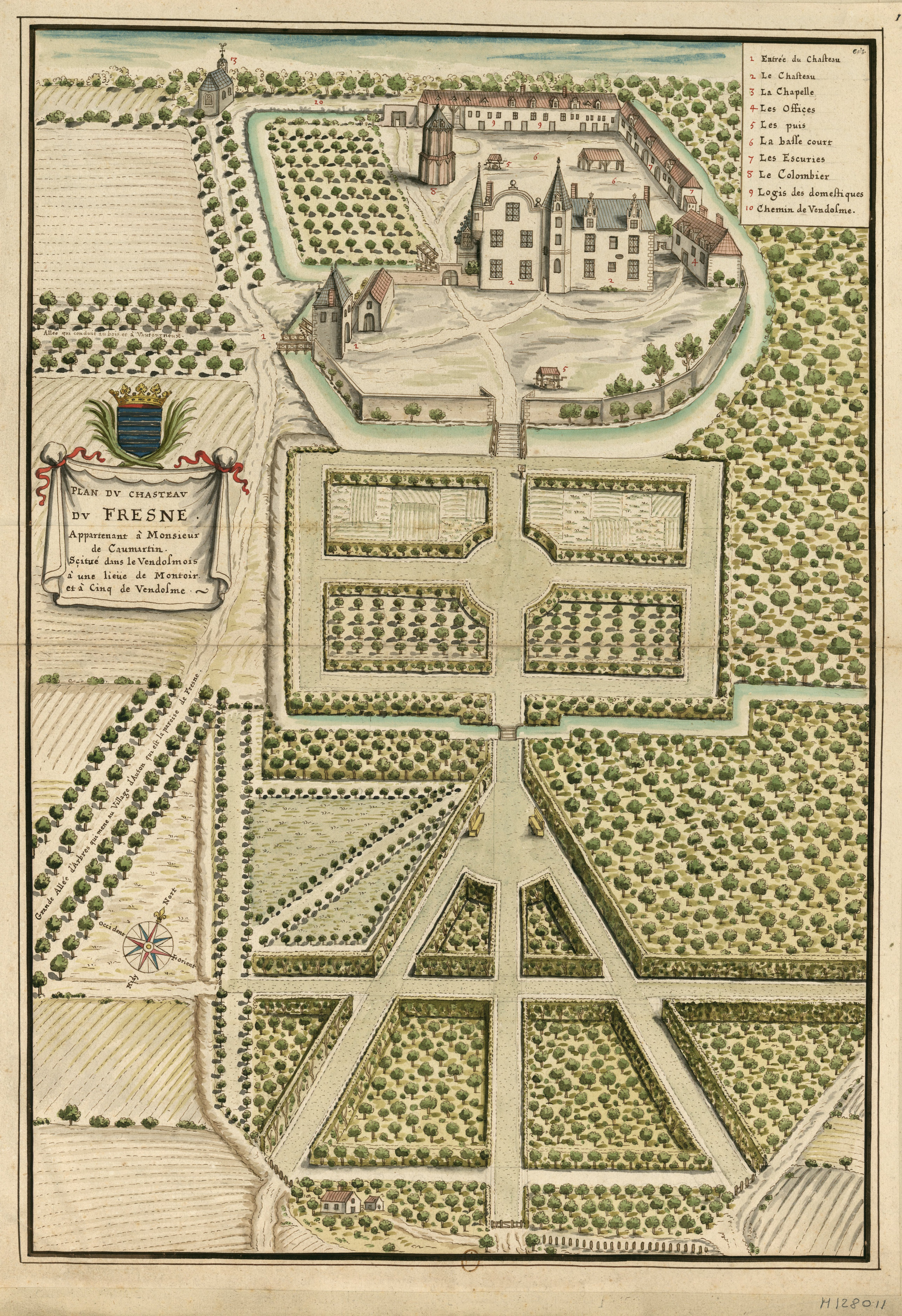
Plan des jardins et du château du Fresne (vers 1700).
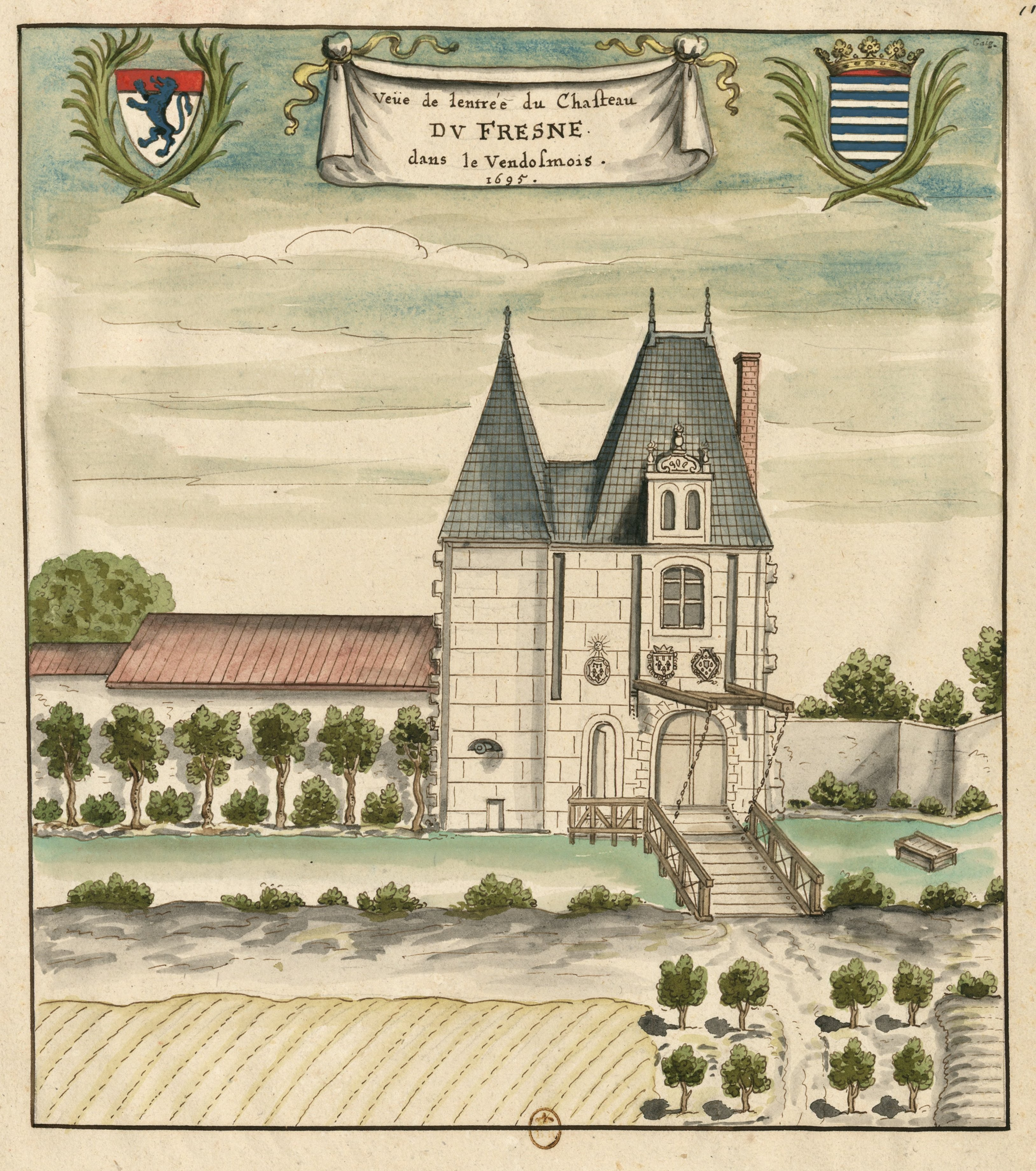
Entrée du château du Fresne (1695).
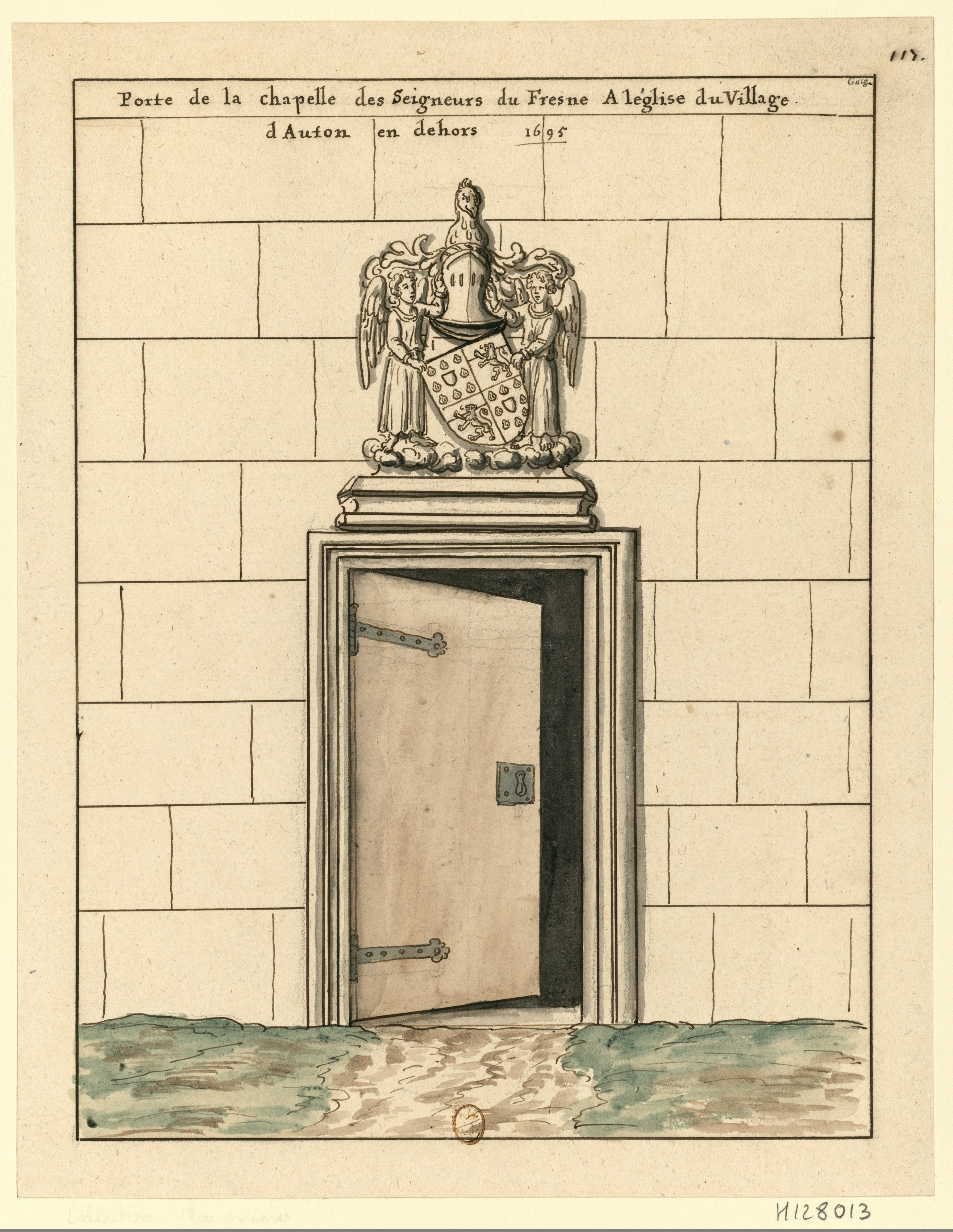
Porte de la chapelle des seigneurs du Fresne, de l'ancienne église d'Authon.
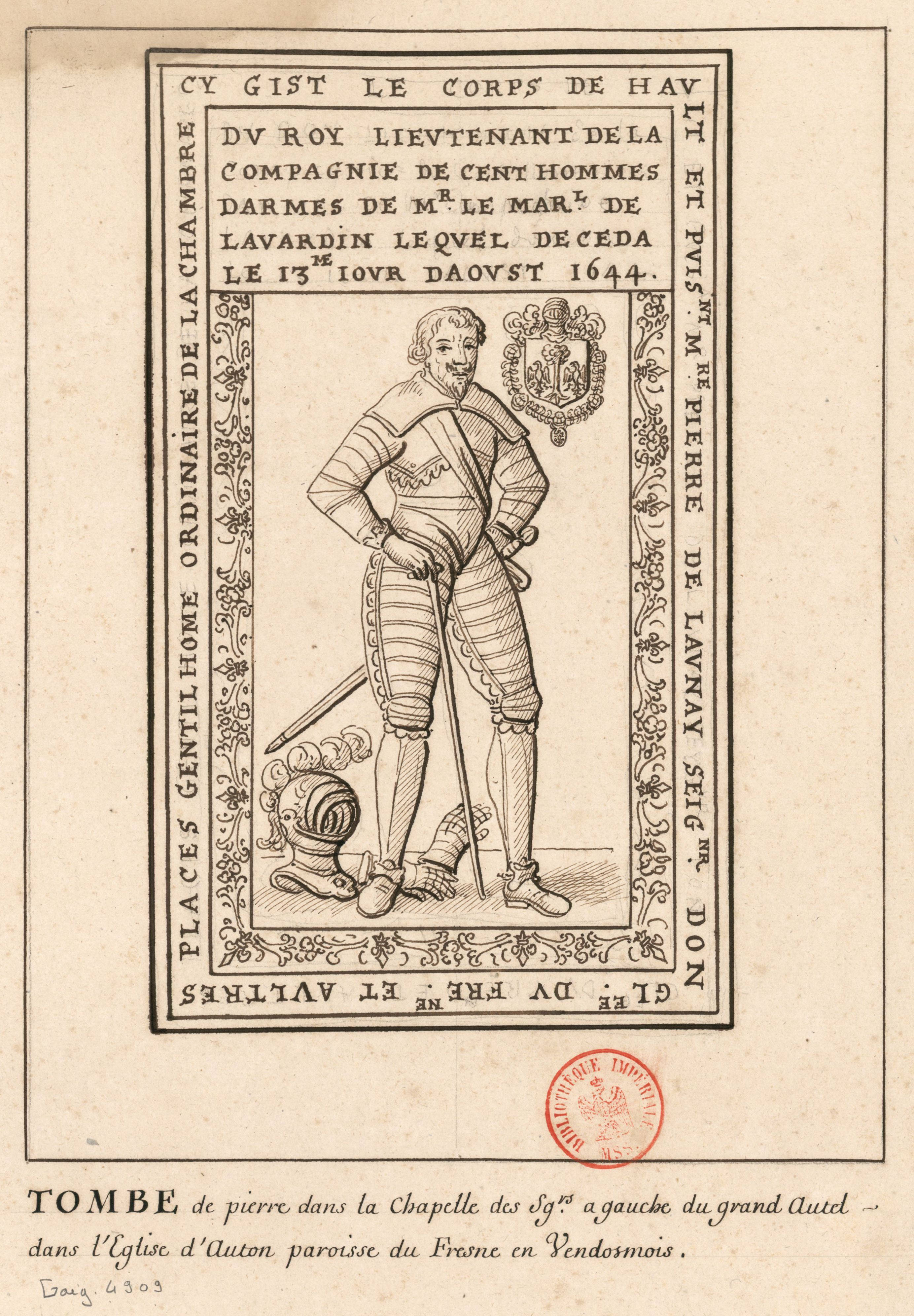
Pierre tombale dans l'ancienne église d'Authon.

## Politique et administration

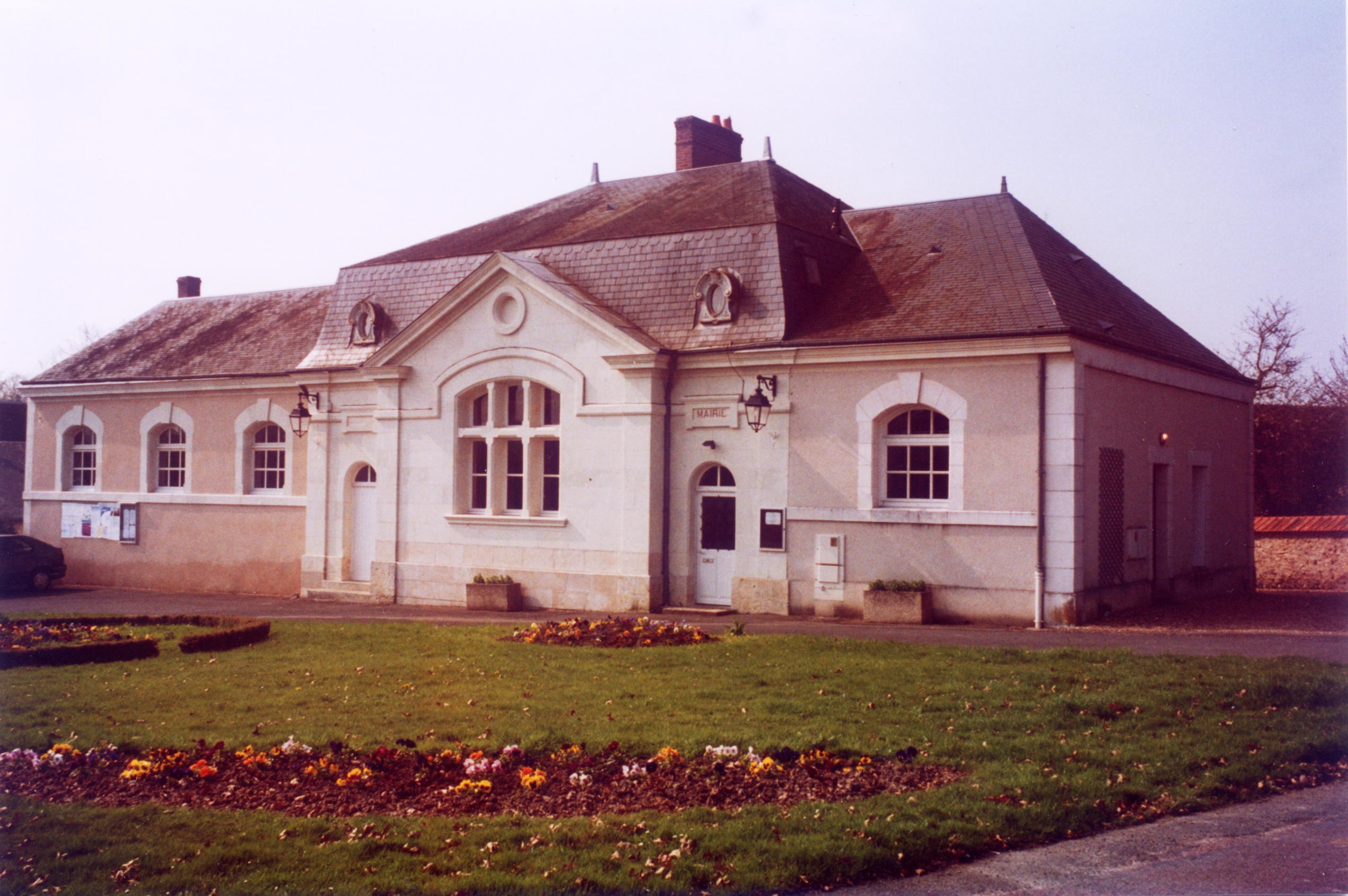
La mairie d'Authon, sur « Les Allées ». La partie gauche du bâtiment était autrefois l'école communale de garçons, et c'est depuis plusieurs décennies la salle des mariages.

### Découpage territorial
La commune d'Authon est membre de la Communauté d'agglomération Territoires Vendômois, un établissement public de coopération intercommunale (EPCI) à fiscalité propre créé le 1er janvier 2017.
Elle est rattachée sur le plan administratif à l'arrondissement de Vendôme, au département de Loir-et-Cher et à la région Centre-Val de Loire, en tant que circonscriptions administratives. Sur le plan électoral, elle est rattachée au canton de Montoire-sur-le-Loir depuis 2015 pour l'élection des conseillers départementaux et à la troisième circonscription de Loir-et-Cher pour les élections législatives.

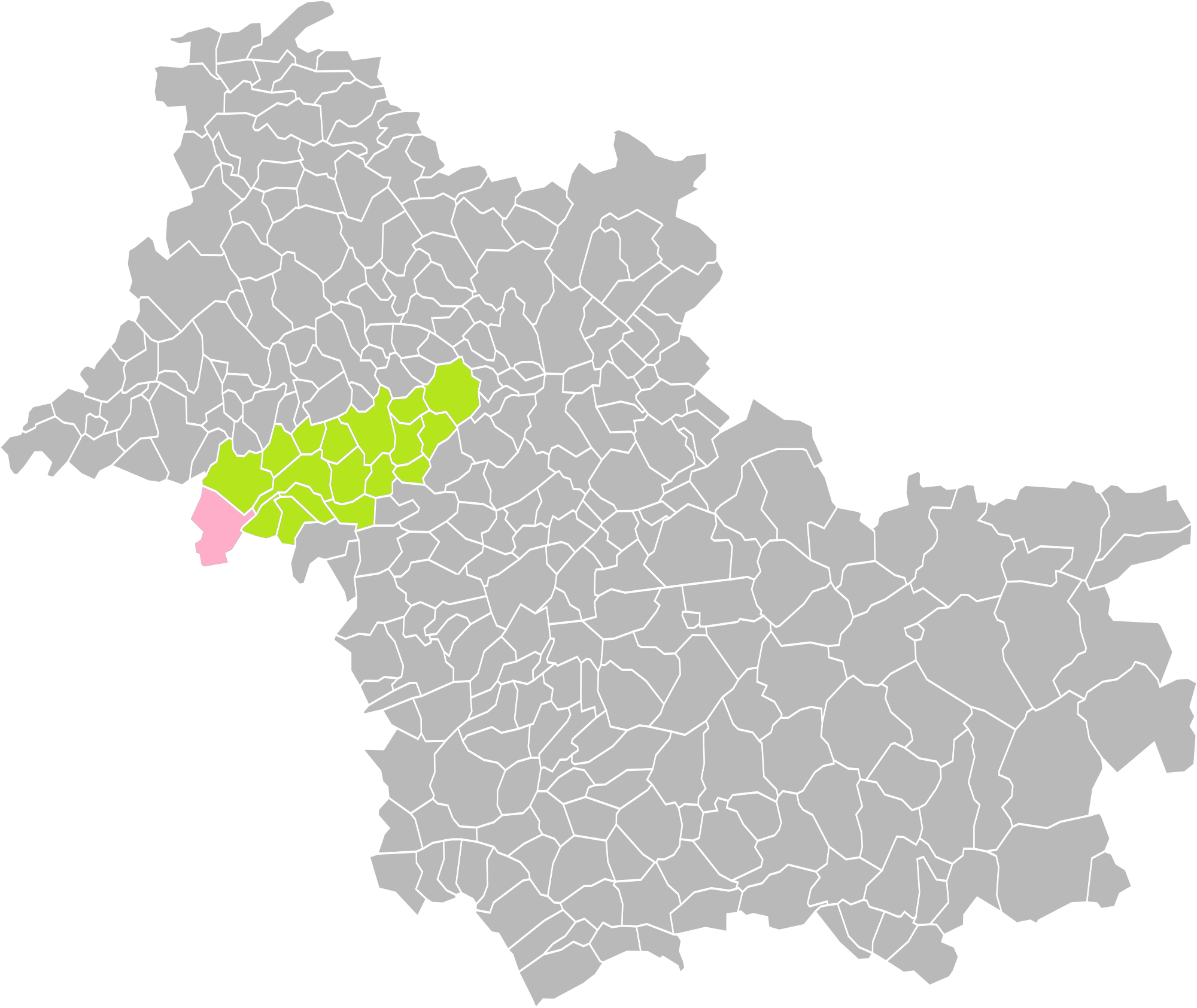
Authon dans l'intercommunalité en 2016.
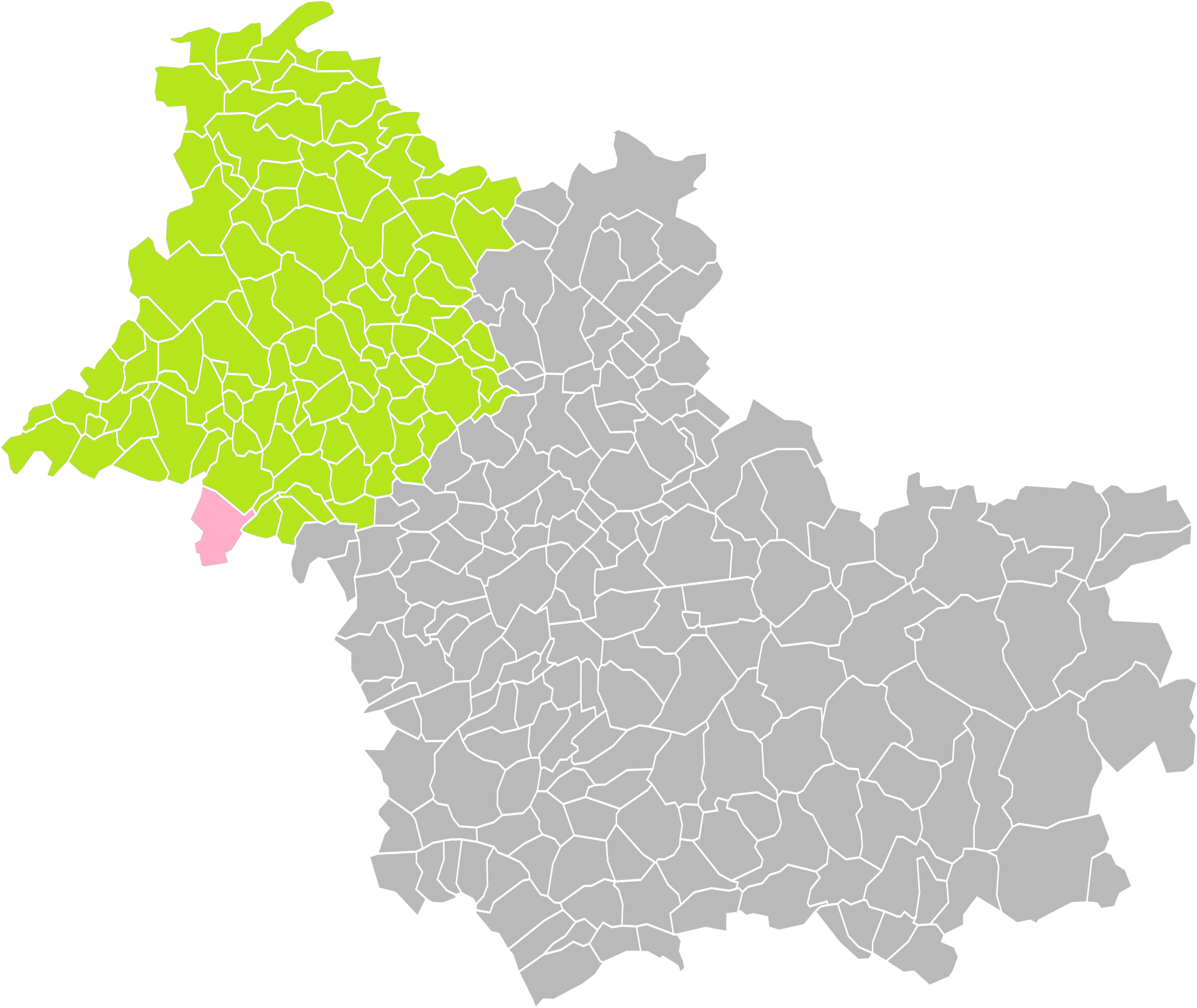
Authon dans l'arrondissement de Vendôme en 2016.
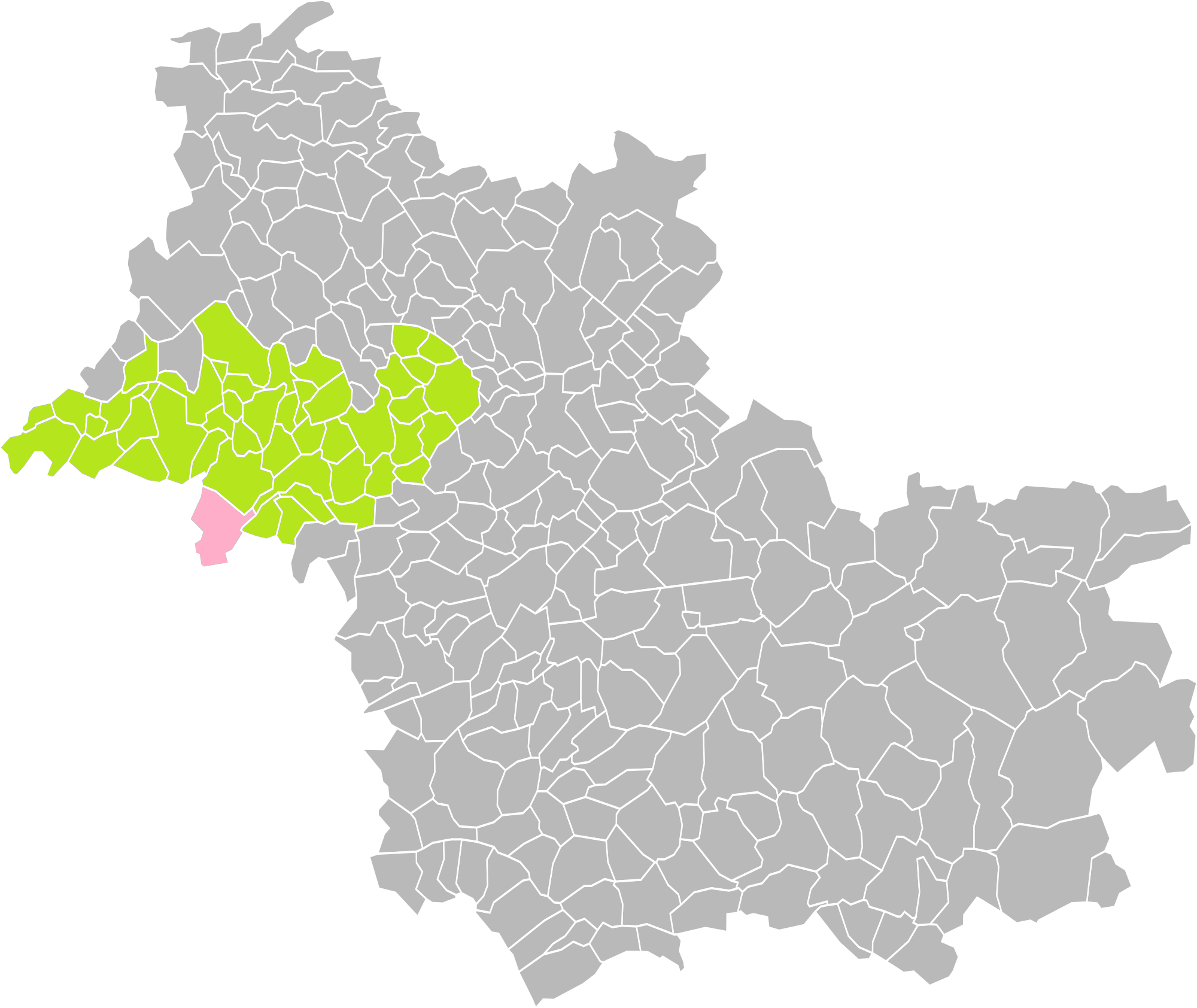
Authon dans le canton de Montoire-sur-le-Loir en 2016.

### Politique et administration municipale
Le conseil municipal d'Authon, commune de moins de 1 000 habitants, est élu au scrutin majoritaire plurinominal avec listes ouvertes et panachage. Compte tenu de la population communale, le nombre de sièges au conseil municipal est de 15. Le maire, à la fois agent de l'État et exécutif de la commune en tant que collectivité territoriale, est élu par le conseil municipal au scrutin secret lors de la première réunion du conseil suivant les élections municipales, pour un mandat de six ans, c'est-à-dire pour la durée du mandat du conseil.

## Population et société

### Démographie

#### Évolution démographique
L'évolution du nombre d'habitants est connue à travers les recensements de la population effectués dans la commune depuis 1793. Pour les communes de moins de 10 000 habitants, une enquête de recensement portant sur toute la population est réalisée tous les cinq ans, les populations de référence des années intermédiaires étant quant à elles estimées par interpolation ou extrapolation. Pour la commune, le premier recensement exhaustif entrant dans le cadre du nouveau dispositif a été réalisé en 2007.

En 2022, la commune comptait 749 habitants, en évolution de +4,76 % par rapport à 2016 (Loir-et-Cher : −1,15 %, France hors Mayotte : +2,11 %).
| 1793 | 1800 | 1806 | 1821 | 1831 | 1836 | 1841 | 1846 | 1851 |
| ---- | ---- | ---- | ---- | ---- | ---- | ---- | ---- | ---- |
| 799  | 900  | 841  | 986  | 901  | 945  | 934  | 991  | 993  |

| 1856  | 1861 | 1866 | 1872 | 1876  | 1881  | 1886  | 1891  | 1896  |
| ----- | ---- | ---- | ---- | ----- | ----- | ----- | ----- | ----- |
| 1 003 | 992  | 960  | 943  | 1 023 | 1 016 | 1 131 | 1 103 | 1 019 |

| 1901  | 1906  | 1911 | 1921 | 1926 | 1931 | 1936 | 1946 | 1954 |
| ----- | ----- | ---- | ---- | ---- | ---- | ---- | ---- | ---- |
| 1 047 | 1 022 | 989  | 891  | 916  | 901  | 869  | 883  | 858  |

| 1962 | 1968 | 1975 | 1982 | 1990 | 1999 | 2006 | 2007 | 2012 |
| ---- | ---- | ---- | ---- | ---- | ---- | ---- | ---- | ---- |
| 767  | 767  | 691  | 699  | 700  | 698  | 642  | 634  | 675  |

| 2017 | 2022 | - | - | - | - | - | - | - |
| ---- | ---- | - | - | - | - | - | - | - |
| 721  | 749  | - | - | - | - | - | - | - |

#### Pyramide des âges
La population de la commune est relativement jeune.
En 2018, le taux de personnes d'un âge inférieur à 30 ans s'élève à 35,3 %, soit au-dessus de la moyenne départementale (31,3 %). À l'inverse, le taux de personnes d'âge supérieur à 60 ans est de 21,9 % la même année, alors qu'il est de 31,6 % au niveau départemental.
En 2018, la commune comptait 362 hommes pour 364 femmes, soit un taux de 50,14 % de femmes, légèrement inférieur au taux départemental (51,45 %).
Les pyramides des âges de la commune et du département s'établissent comme suit.
| Hommes | Classe d’âge | Femmes |
| ------ | ------------ | ------ |
| 0,3    | 90 ou +      | 0,0    |
| 7,0    | 75-89 ans    | 8,6    |
| 13,9   | 60-74 ans    | 14,1   |
| 20,0   | 45-59 ans    | 20,7   |
| 23,4   | 30-44 ans    | 21,3   |
| 12,3   | 15-29 ans    | 12,4   |
| 23,1   | 0-14 ans     | 22,9   |

| Hommes | Classe d’âge | Femmes |
| ------ | ------------ | ------ |
| 1,1    | 90 ou +      | 2,6    |
| 9,2    | 75-89 ans    | 11,9   |
| 19,7   | 60-74 ans    | 20,4   |
| 20,7   | 45-59 ans    | 20     |
| 16,5   | 30-44 ans    | 16,2   |
| 15,2   | 15-29 ans    | 13,2   |
| 17,6   | 0-14 ans     | 15,7   |

### Enseignement
Deux établissements scolaires :
- l'école publique maternelle et élémentaire, située 26 rue de Touraine, accueille 55 élèves. Le regroupement scolaire avec la commune de Prunay est géré par le SIVOS (Syndicat Intercommunal à Vocation Scolaire) Authon-Prunay ;
- l'école primaire privée Saint-Joseph, située 41 rue du Maine, accueille 64 élèves[49].

### Santé
Les cabinets médicaux les plus proches d'Authon se situent à Château-Renault (7 km) et à Prunay (9 km).

## Économie

### Secteurs d'activité
Le tableau ci-dessous détaille le nombre d'entreprises implantées à Authon selon leur secteur d'activité et le nombre de leurs salariés :
|                                                              | total | % com (% dep) | 0 salarié | 1 à 9 salarié(s) | 10 à 19 salariés | 20 à 49 salariés | 50 salariés ou plus |
| ------------------------------------------------------------ | ----- | ------------- | --------- | ---------------- | ---------------- | ---------------- | ------------------- |
| Ensemble                                                     | 57    | 100,0 (100)   | 42        | 15               | 0                | 0                | 0                   |
| Agriculture, sylviculture et pêche                           | 21    | 36,8 (11,8)   | 18        | 3                | 0                | 0                | 0                   |
| Industrie                                                    | 2     | 3,5 (6,5)     | 2         | 0                | 0                | 0                | 0                   |
| Construction                                                 | 6     | 10,5 (10,3)   | 4         | 2                | 0                | 0                | 0                   |
| Commerce, transports, services divers                        | 23    | 40,4 (57,9)   | 17        | 6                | 0                | 0                | 0                   |
| dont commerce et réparation automobile                       | 8     | 14,0 (17,5)   | 4         | 4                | 0                | 0                | 0                   |
| Administration publique, enseignement, santé, action sociale | 5     | 8,8 (13,5)    | 1         | 4                | 0                | 0                | 0                   |
| Champ : ensemble des activités.                              |       |               |           |                  |                  |                  |                     |

Le secteur du commerce, transports et services divers est prépondérant sur la commune (23 entreprises sur 57) néanmoins le secteur agricole reste important puisqu'en proportions (36,8 %), il est plus important qu'au niveau départemental (11,8 %).
Sur les 57 entreprises implantées à Authon en 2016, 42 ne font appel à aucun salarié et 15 comptent 1 à 9 salariés.
Au 1er juillet 2017, la commune est classée en zone de revitalisation rurale (ZRR), un dispositif visant à aider le développement des territoires ruraux principalement à travers des mesures fiscales et sociales. Des mesures spécifiques en faveur du développement économique s'y appliquent également.

### Agriculture
En 2010, l'orientation technico-économique de l'agriculture sur la commune est la polyculture et le polyélevage. Le département a perdu près d'un quart de ses exploitations en 10 ans, entre 2000 et 2010 (c'est le département de la région Centre-Val de Loire qui en compte le moins). Cette tendance se retrouve également au niveau de la commune où le nombre d'exploitations est passé de 49 en 1988 à 24 en 2000 puis à 19 en 2010. Parallèlement, la taille de ces exploitations augmente, passant de 47 ha en 1988 à 132 ha en 2010.
Le tableau ci-dessous présente les principales caractéristiques des exploitations agricoles d'Authon, observées sur une période de 22 ans :
|                                      | 1988                 | 2000                 | 2010                 |
| Dimension économique                 | Dimension économique | Dimension économique | Dimension économique |
| ------------------------------------ | -------------------- | -------------------- | -------------------- |
| Nombre d'exploitations (u)           | 49                   | 24                   | 19                   |
| Travail (UTA)                        | 72                   | 36                   | 24                   |
| Surface agricole utilisée (ha)       | 2 288                | 2 190                | 2 517                |
| Cultures                             |                      |                      |                      |
| Terres labourables (ha)              | 2 015                | 2 111                | 2 457                |
| Céréales (ha)                        | 1378                 | 1278                 | 1530                 |
| dont blé tendre (ha)                 | 884                  | 912                  | 963                  |
| dont maïs-grain et maïs-semence (ha) | 218                  | 87                   | 46                   |
| Tournesol (ha)                       | 180                  | 164                  | s                    |
| Colza et navette (ha)                | 274                  | 389                  | 640                  |
| Élevage                              |                      |                      |                      |
| Cheptel (UGBTA)                      | 1248                 | 1906                 | 1070                 |

#### Produits labellisés

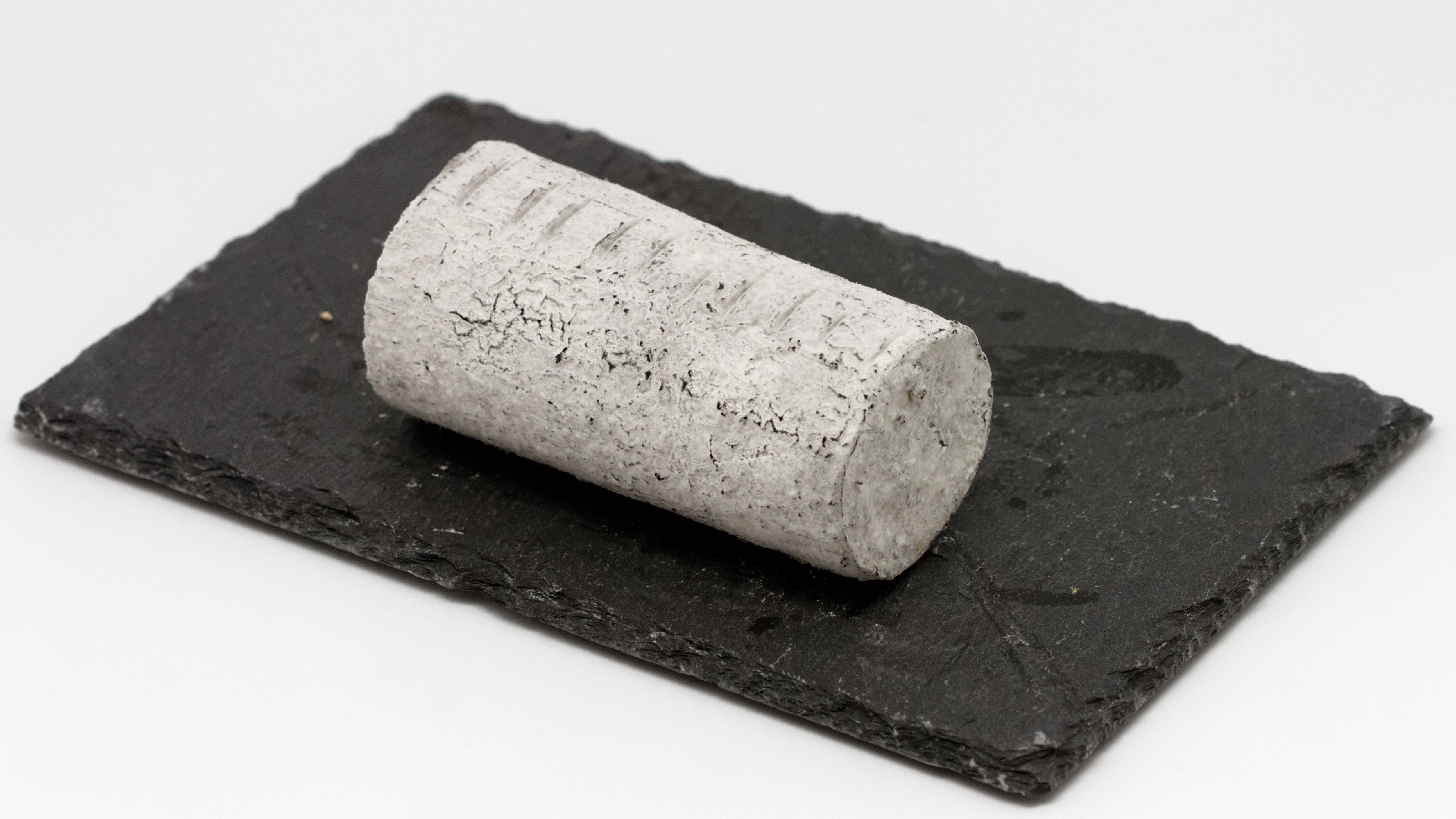
Sainte-maure-de-touraine.

La commune d'Authon est située dans l'aire de l'appellation d'origine protégée (AOP) d'un seul produit : le Sainte-maure-de-touraine. Le territoire de la commune est également intégré aux aires de productions de divers produits bénéficiant d'une indication géographique protégée (IGP) : les rillettes de Tours, le vin Val-de-loire, les volailles de l’Orléanais et celles du Maine.

## Culture locale et patrimoine

### Lieux et monuments
- Ancienne abbaye de l'Étoile, fondée au XIIe siècle, dont il ne reste que l'abbatiale ; à proximité le château du même nom qui date de 1851. Le château abrite une armoire à deux corps en chêne sculpté, classée au titre des monuments historiques[57].
- Château du Fresne, construit vers 1786 en remplacement d'un plus ancien ; jardins du Fresne.
- Château de Blanchamp[58], près de Villechauve.
- Château du Hêtre[59], près de Neuville, sur la rive gauche du Rondy à son confluent avec la Brenne.
- « Caves » de Villefrain, grottes dans la falaise calcaire le long de la vallée de la Brenne.
- Une cloche en bronze fondue par Husson et Colin en 1808, classée au titre des monuments historiques[60], se trouve dans l'église Saint-Hilaire[61].

### Personnalités liées à la commune
- Pierre Cuillier-Perron, né le 6 août 1753 à Luceau. Fils d'un tisserand, il partit vers 1774 pour les Indes ; après une vie aventureuse, notamment comme bras droit de Benoît de Boigne, il devint généralissime des armées du Grand Moghol, luttant, en collaboration avec Tipû Sâhib, pour tenter de repousser les Anglais. Ayant constitué une grande fortune, il revint en France en 1803 ; il eut de nombreux enfants et ses descendants s'allièrent aux plus grandes familles françaises (Latour-Maubourg, Montesquiou-Fezensac, La Rochefoucauld, etc.). Décédé le 21 mai 1834 en son château du Fresne, il fut inhumé dans le cimetière d'Authon.
- Louis Urbain Lefebvre de Caumartin (1653-1720), propriétaire de l'ancien château du Fresne.
- Anne-Aymone Sauvage de Brantes, veuve de Valéry Giscard d'Estaing. Elle est l'actuelle propriétaire du château de l'Étoile, dans la chapelle duquel elle s'est mariée. Le couple Giscard d'Estaing est inscrit sur les listes électorales de la commune depuis 2017[62]. Plusieurs membres de leur famille reposent dans une zone boisée adjacente au cimetière communal[63],[64]. Le frère d'Anne-Aymone Giscard d'Estaing fut maire de la commune de 1983 à 2001.
- Valéry Giscard d'Estaing y décède le 2 décembre 2020 à l'âge de 94 ans et y est inhumé le 5 décembre suivant[65].

### Héraldique
|  | Les armoiries d'Authon se blasonnent ainsi : D'azur aux trois fasces d'or. Ce sont les armes de l'ancien prieuré de l'Étoile que la commune d'Authon a adoptées comme blason. |